# Ko Yao
Ko Yao (em tailandês: อำเภอเกาะยาว) é um distrito da província de Phangnga, no sul da Tailândia. É um dos 9 distritos que compõem a província. Sua população, de acordo com dados de 2012, era de 13 705 habitantes. Sua área territorial é de 141,06 km².
O distrito foi criado em 1 de janeiro de 1988.